# Оленеводство у кетов
Оленеводство у кетов всегда существовало в качестве подсобной отрасли – олени использовались исключительно в транспортных целях и обеспечивали переезды во время охотничьего промысла, основным объектом которого была белка.
Существует две точки зрения о том, откуда к кетам пришло оленеводство. Первая – оленеводство у кетов относится к древнему типу саянского оленеводства, и пришло оно соответственно с юга, с Саян. Вторая – о том, что оленеводство у кетов позднего происхождения и заимствовано у ненцев.
Кетские олени были очень крупные по сравнению с оленями соседних народов: эвенков и ненцев. Кетские олени больше походили на оленей самоедских и селькупских народов, что склоняет исследователей к первому варианту происхождения, так как селькупское оленеводство очень сходно с саянским. Однако оленеводство почти не находит своего отражения в культуре и обычаях кетов, в отличие от традиционных для кетов охоты и рыболовства. Это даёт повод думать о позднем происхождении оленеводства, т. е. о заимствовании у ненцев. Обе теории сходятся во мнении по поводу вопроса о том, от кого к кетам пришло оленеводство – от народов самодийской языковой группы.
Транспортное оленеводство распространилось не у всех кетов. Далеко не все кетские семьи имели оленей, а кеты подкаменнотунгусской группы вообще не использовали оленей для охоты – они передвигались исключительно пешком. Не повсеместное использование оленей кетами отобразилось на сведениях о нём, которые мы имеем сейчас: в некоторых источниках о кетах разделов об оленеводстве нет вообще.
Кроме того, по численным данным на начало XX века, даже те семьи, которые имели оленей, зачастую имели их в недостаточном количестве для передвижения всей семьи. В таких случаях на оленьих санях передвигались мужчины-охотники и старики, а подростки и женщины шли пешком с собаками. В среднем в одной семье было по 10-20 оленей. Когда семья перебиралась на новое место, оленей отпускали. Они находились поблизости, а мужчины пешком уходили на охоту. Раз в 5-7 дней переезжали на новое место. А весной кеты уходили на места рыбной ловли, переключались на рыбалку, оленей отпускали в тайгу до осени. Олени оставались неподалёку около ягельников, но часть уходила вглубь в тайгу.
Июнь – начало периода комаров. В это время кеты делали дымокуры, чтобы спасти оленей от комаров. Дымокуры выглядели как загородки из вбитых по кругу в землю кольев, в центре находилось что-нибудь тлеющее. Рядом иногда сооружали сараи-сенус для оленей, в которых ночью животные могли спастись от комаров. В таких сараях тоже были дымокуры. Но не все олени приходили в сараи и к дымокурам. Чтобы удержать оленей, особенно телят и важенок (самок), неподалёку, кеты использовали колодки - на ногу животному прикрепляли массивный деревянный брусок с развилкой на одном конце. В выемку в развилке помещали ногу животного, на концах развилки сверлили дырки, в которые вставляли палочку. Применение подобных колодок очень характерно для оленеводства таёжной полосы Сибири.
Когда заканчивался летний сезон, приходило время собирать оленей, ушедших в тайгу. Это было нелёгким делом, так как за лето животные дичали. Подобная традиция летнего выпаса очень сильно сказывалась на поголовье стада. Оленей кеты не подкармливали. Их уход за оленями сводился к лечению животных. Заболевших оленей кеты поили отварами, а захромавшим – разрезали ногу и выпускали «плохую кровь». Кроме того, животных кастрировали.
Бытует мнение, что кеты выбирали исключительно санный способ передвижения на оленях, однако сохранились сведения и о верховом. Весной на места для рыбалки кеты добирались верхом на оленях. Иногда использовали посох. Кроме того, порой на оленях кеты вьючно перевозили своё имущество, а сами передвигались пешком.
За последние десятилетия в образе жизни кетов произошли существенные изменения. Хозяйственные реорганизации советских лет (коллективизация, преобразование колхозов в государственные промысловые хозяйства, переселение в крупные многонациональные посёлки и др.) привели к сокращению занятости кетов в охоте и рыболовстве. На данный момент оленеводство у кетов полностью утрачено.